# Tillandsia harrisii
Tillandsia harrisii là một loài thuộc chi Tillandsia, đặc hữu của Guatemala..

## Giống
- Tillandsia 'Pink Velvet'[2]
- Tillandsia 'Unamit'[2]